# Il pelo nell'uovo (Benito Urgu)
Il pelo nell'uovo è un album di Benito Urgu che raccoglie delle gag registrate in studio e dal vivo nei primi anni '80. Uscito inizialmente in musicassetta, è stato ristampato su CD nel 2003 da Frorias Edizioni.

## Tracce
Tutti i brani e le gag sono di Benito Urgu.
1. Il pelo nell'uovo (Parte Prima) – 23:20
2. Il pelo nell'uovo (Parte Seconda) – 19:28

Durata totale: 42:48